# Alina Gross

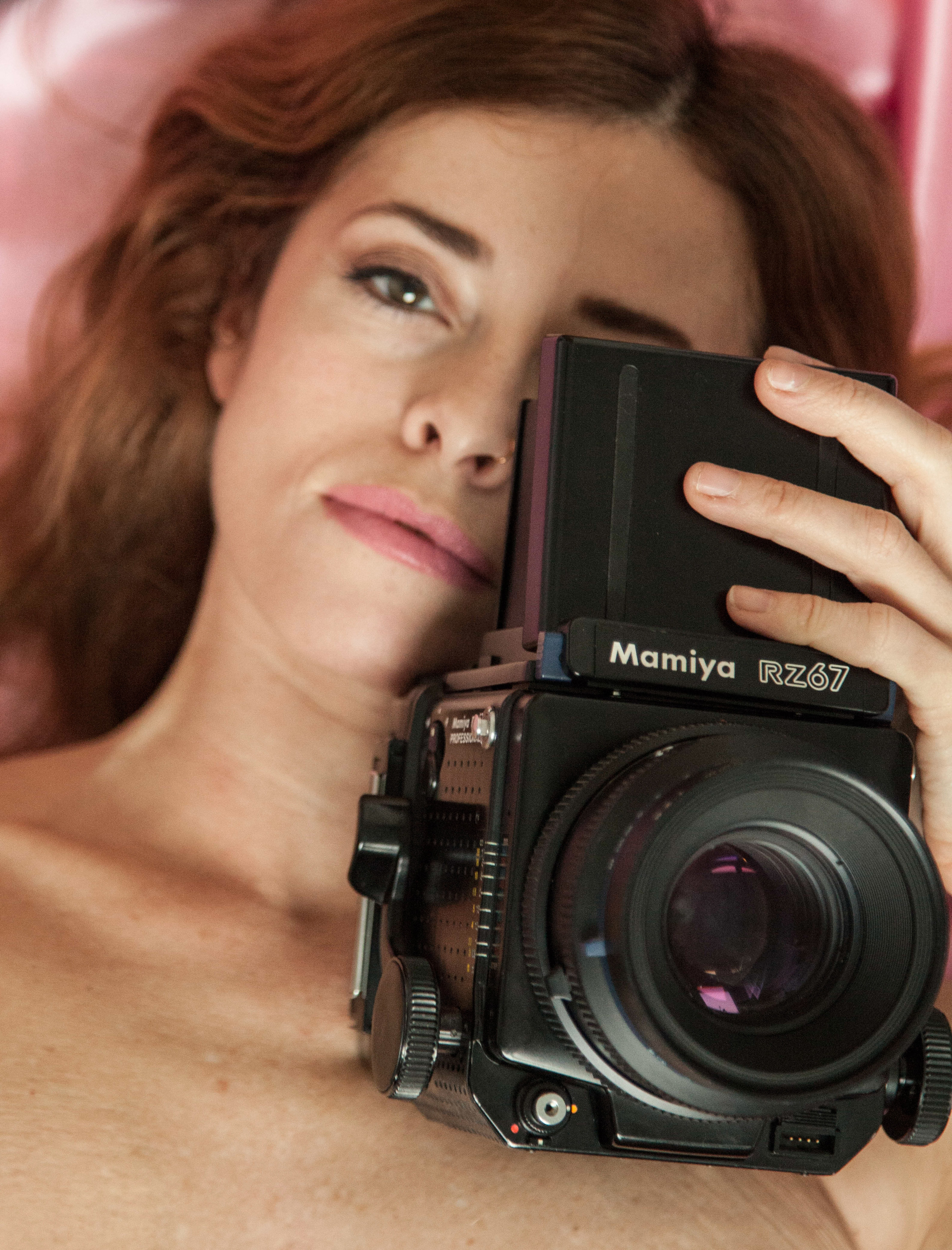
Alina Gross
(Selbstporträt, 2018)

Alina Gross, bürgerlich: Alina Casselmann (* 22. Februar 1980 in Czernowitz), ist eine deutsch-jüdische Fotografin und experimentelle Künstlerin, die mit einer Spezialisierung auf Selbstporträts immer wieder sich selbst und ihren Körper thematisiert. Im Mittelpunkt ihres insbesondere von Frida Kahlos künstlerischem Werk inspirierten Schaffens steht die Frau und die Suche nach der Persönlichkeit zwischen Selbst- und Fremdbild, Selbstbestimmung, Rollenerwartung und Anpassungsdruck. Einflüsse und Anregungen verdankt sie Robert Mapplethorpe sowie Louise Bourgeois. Alina Gross ist in der Bodypositivity-Bewegung aktiv. Ihre Bilder werden u. a. vom Trunk Archive in New York City lizenziert und vertrieben.

## Leben
Alina Gross wurde 1980 als Kind ukrainischer, tatarischer und transsilvanischer Vorfahren in Tschernowitz geboren und erlebte ihre Kindheit als eine Blütezeit der Sowjetunion kurz vor ihrem Zusammenbruch. Ihr Leben vor der Emigration in die Bundesrepublik war trotz Glasnost und Perestroika geprägt von Kindheitserinnerungen an das Pathos kommunistischer Paraden, an aktive Disziplin in Ferienlagern und Sportaktivitäten. Einige Zeit nach dem Putsch gegen Gorbatschow emigrierten sie und ihre Eltern 1992 als jüdische Kontingentflüchtlinge nach Deutschland, wo Alina verschiedene Schulen besuchte und im Jahr 2000 am Gymnasium Wuppertal-Vohwinkel ihr Abitur mit den Schwerpunkten Deutsch und Geschichte ablegte.
1998 machte Alina Gross erste Erfahrungen als Model und erhielt Einblicke in das Fotobusiness, das sie fortan aus der Perspektive des Models, aber auch aus der des Fotografen zu interessieren begann.
Nach der Jahrtausendwende absolvierte sie ein Praktikum bei Thomas Philippi (Werbe- und Industriefotografie) und assistierte bei Thomas Rusch in Paris. Erste Arbeiten für den KunstKlub K21 und die Kunstsammlung NRW schlossen sich an sowie ein Praktikum bei Svenson (Mode- und Werbefotografie) und ein Studiengang Kommunikationsdesign an der Bergischen Universität Wuppertal (2006 Abschluss zum Dipl. Des. mit Spezialisierung auf inszenierte Fotografie). In den folgenden Jahren war sie als Fotografin für die renommierte Agentur Thomsen Models (vormals Cockroach) in Düsseldorf und Hamburg tätig.
Seit 2012 ist sie freie Fotografin in Düsseldorf, war Gastdozentin für Modefotografie beim Düsseldorfer Fashion Design Institut von 2011 bis 2017 und ist seit 2020 bis heute Dozentin an der Hochschule Niederrhein. University of Applied Sciences. Im Laufe ihrer Karriere hatte sie die Gelegenheit, mit unter anderen Thomas Rusch, Mert Alaş (Quarantine Days), Sydney LaFaire, Daniel Roseberry (Schiaparelli), Alessandro Michele (Gucci) oder Sofia Lucas (Vogue) zusammenzuarbeiten.
Alina Gross lebt in Bochum, ist verheiratet und hat drei Kinder.

## Werk
Ein Großteil der Arbeiten von Alina Gross thematisiert den menschlichen, insbesondere den weiblichen Körper und fotografiert ihn – zumeist in seiner Nacktheit.
Durch die intensive und neuartige Darstellung der weiblichen Form während Schwangerschaft und Mutterschaft positioniert und transponiert Gross die Perspektive auf den menschlichen Körper vom Tabu zu einer neuen Natürlichkeit.

## Ausstellungen
- 2004: Köln, Canon ProFashional Photo Award
- 2005: Wuppertal, Stadthalle, „Les grand bourgeoises“[2]
- 2006: Wuppertal, Artfabrik, „Narcissus Suite“[3]
- 2007: Düsseldorf, IGEDO Fashion Fairs, CPD
- 2009: Wuppertal, Backstubengalerie, “Der nackte Mensch”
- 2011: Wuppertal, “Die unheimliche Frau”[4]
- 2012: Liegnitz/Polen, “Näher”[5]
- 2013: Paris, Fotofever Festival, Carrousel du Louvre
- 2015: Düsseldorf, NRW Forum, ego update #selfieausstellung
- 2016: Wuppertal, Kolkmannhaus, Tentacled[6]
- 2018: Mailand, Base Milano, #anewrenaissance
- 2020: London, “how to save theVagina Museum”[7]
- 2020: Köln, Photoszene Festival, #picturesfromhome
- 2021: Berlin, Alte Münze, “Corona Culture”[8]
- 2021: Athen, Siilk Gallery “QueerArchive”
- 2022, Berlin, Sechsmal Kunst aus der Partnerstadt Wuppertal im Rathaus Schöneberg[9]
- 2022: Mailand, Just Woman, Fondatione Luciana Matalon[10]
- 2022: Athen, Queer Archive Festival
- 2022: Lissabon, Portugal, Thirdbase, “New Femininity”[11]
- 2023: Berlin, The Knast, Queer Archive Festival "Tom of Finnland Foundation"[12]
- 2023: Köln, Kunstwerk: „Normalität“[13]
- 2023: Mailand, Photovogue Festival[14]

## Preise und Auszeichnungen
- 2004: Köln, Canon ProFashional Photoaward[15]
- 2018: Hasselblad Masters Finalist Category Fashion & Beauty[16]
- 2018: Mailand, Photovoguefestival Finalist / Anewrenaissance[17]
- 2022: Berlin, GoSeeAwards, Silver / Beauty in Everything[18]

## Hardcover
- Inszenierte Fotografie. Bergische Universität Wuppertal, Prof. Susan Lamér 2001–2006. Seite 74–75
- Blickfang: Deutschlands Beste Fotografen 2019/2020, Norman Beckmann Verlag & Design, ISBN 978-3-939028-88-8 (Alina Gross: Seite 151,152)
- The Curators Journal. EROS, 2021, Seite 49
- Giorgio Bonomi, The solitary body. The self-timer in contemporary photography, vol. III, 2021 Rubbettino Editore, Seiten 84, 274 (Selbstporträts von Alina Gross während ihrer Schwangerschaft)
  - Giorgio Bonomi, Il corpo solitario (vol III). L'autoscatto nella fotografia contemporanea. Rubbettino Arte Contemporanea, 2021, ISBN 978-88-498-7129-6
- Riga Photography Biennial / NEXT 2021, No future. The trials and tribulations of photography on instagram, Essay by Jorg Kolberg, Seite 8–18
- The Beauty of Imperfection. Snap Collective Publishing, 2022. ISBN 978-1-915600-10-3. (Neuauflage 2023. ISBN 978-87-94484-53-4)